# Cryptopimpla subfamata
Cryptopimpla subfamata är en stekelart som först beskrevs av Thomson 1877.  Cryptopimpla subfamata ingår i släktet Cryptopimpla, och familjen brokparasitsteklar. Arten är reproducerande i Sverige.